# Portici
Pòrtici (Puórtece in napoletano, /ˈpwortə(t)ʃə/) è un comune italiano di 51 278 abitanti della città metropolitana di Napoli, in Campania. È il secondo per densità di popolazione in Italia, dopo Casavatore.

## Geografia fisica

### Territorio
Portici si estende su una piccola area di circa 4,5 chilometri quadrati, lungo la costa del Golfo di Napoli. Confina a nord con il comune di San Giorgio a Cremano e con il quartiere di Napoli San Giovanni a Teduccio; a sud e a est con il comune di Ercolano, mentre a ovest si affaccia sul Mar Tirreno. È situata ai piedi del versante occidentale del Vesuvio. La città possiede un piccolo golfo, il Granatello (Ranatiéllo, in napoletano): il nome deriva dal fatto che nel Settecento in quella zona c'erano molte piante di melograno (Ranato, in napoletano). Il termine "granato" è spesso associato al melograno (Punica granatum), che prende il nome dai suoi semi rossi, che ricordano il colore della pietra granato.

#### Rischio sismico
Il territorio di Portici si trova in una zona a rischio sismico, come attestato da numerosi eventi storici di varia intensità che si sono succeduti nel corso dei secoli e sono stati percepiti dalla popolazione locale. Tra questi si segnalano eventi significativi che hanno interessato l’area campana, in particolare il devastante terremoto dell'Italia centro-meridionale del 1456 e il terremoto dell'Irpinia del 1980, entrambi responsabili di danni e allarmi diffusi anche nel territorio porticese.
Con la deliberazione di giunta regionale della Campania n. 5447 del 7 novembre 2002, Portici è classificata nella zona sismica 2, che corrisponde a un'area a sismicità medio-alta. In questa zona possono verificarsi terremoti di significativa intensità, con un'accelerazione orizzontale massima convenzionale (ag) compresa tra 0,15 g e 0,25 g, secondo le Norme tecniche per le costruzioni.
Secondo il "Piano metropolitano di protezione civile" della Città metropolitana di Napoli, Portici si trova in un'area ad alta densità edilizia e demografica, con un'esposizione rilevante al rischio sismico. Il piano individua le vulnerabilità strutturali e logistiche del territorio, proponendo strategie di prevenzione e risposta.
Il "Piano comunale di protezione civile" di Portici include specifiche misure per fronteggiare un evento sismico: tra queste, la mappatura delle aree di attesa, l'individuazione di percorsi sicuri per l'evacuazione, la definizione di aree di accoglienza e la promozione di esercitazioni periodiche con la cittadinanza.

#### Rischio vulcanico
Portici si trova a circa 4-5 chilometri in linea d’aria dalla parte più bassa del versante occidentale del Vesuvio.

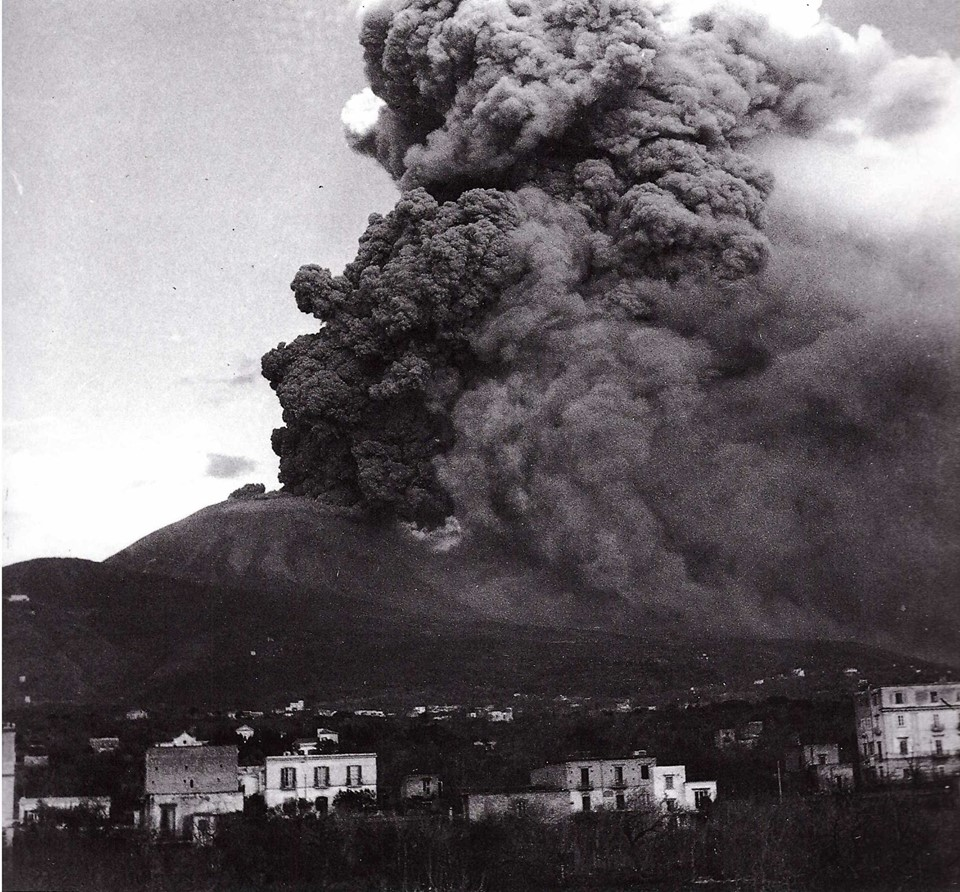
Eruzione del Vesuvio del 1944 vista dalla vicina città di Torre del Greco

L'eruzione del Vesuvio del 1944 causò a Portici la caduta di ceneri vulcaniche che ricoprirono la città, provocando danni alle abitazioni, alle infrastrutture e ai terreni agricoli. Durante l’evento, si registrarono esalazioni di anidride carbonica (mofete) che resero l’aria irrespirabile fino a un metro d’altezza, creando notevoli difficoltà per la popolazione locale.
Sebbene Portici non fu interessata direttamente dalle colate laviche, che distrussero invece principalmente i vicini comuni di San Sebastiano al Vesuvio e Massa di Somma, la città ospitò un consistente numero di sfollati provenienti da queste aree, contribuendo all’emergenza abitativa post-eruzione. Nonostante ciò, dimostrò una notevole capacità di resilienza, riuscendo a mantenere gran parte della sua struttura urbana intatta durante e dopo l’eruzione.
Portici rientra tra i comuni compresi nella cosiddetta zona rossa del Vesuvio, ovvero l'area identificata dal Dipartimento della Protezione Civile come a massimo rischio in caso di eruzione esplosiva del Vesuvio, per la possibile invasione di flussi piroclastici.
Già negli anni '90 furono avviate le prime attività istituzionali per la pianificazione dell'emergenza vulcanica nell'area vesuviana: nel 1991 venne istituita una Commissione tecnico-scientifica incaricata di fornire indicazioni per la valutazione del rischio e, nel 1993, fu costituita una Commissione interistituzionale per la stesura del piano di emergenza, con il coinvolgimento di enti locali, esperti e tecnici del Dipartimento della Protezione Civile.
Nel 2001 il Comune di Portici fu coinvolto nell’esercitazione nazionale "Vesuvio 2001", durante la quale circa 650 residenti furono evacuati simbolicamente tramite treno verso la località gemellata di Bellaria Igea Marina, in Emilia-Romagna. L’evento costituì una prima prova su larga scala delle modalità di evacuazione previste per i comuni della zona rossa.
Nel 2006 Portici prese parte all’esercitazione internazionale "MESIMEX" (Major Emergency Simulation Exercise), promossa dal Dipartimento della Protezione Civile per testare le procedure operative, la viabilità d’emergenza e il coordinamento tra amministrazioni locali e forze dell’ordine in caso di eruzione.
Il nuovo "Piano nazionale di emergenza per il Vesuvio" è stato presentato nell’ottobre 2016. Esso prevede l’evacuazione preventiva dei residenti nella zona rossa con un preavviso di 72 ore e l’assegnazione di regioni italiane gemellate per l’accoglienza delle popolazioni evacuate. Per Portici è stata designato il Piemonte come regione gemellata.
Nel 2024 Portici ha preso parte all’esercitazione nazionale "Exe Flegrei 2024", svoltasi dal 9 al 12 ottobre nei comuni della zona rossa vesuviana e flegrea. L’esercitazione ha incluso anche il test del sistema di allarme pubblico "IT-Alert", attivato l’11 ottobre in tutta la Campania.
Portici partecipa inoltre regolarmente alla campagna nazionale "Io non rischio", promossa annualmente dal Dipartimento della Protezione Civile e rivolta alla sensibilizzazione dei cittadini sui comportamenti da adottare in caso di disastri naturali, tra cui le eruzioni vulcaniche.

## Storia

### Le origini
Portici è una città di origine antica. Il suo nome, secondo alcuni autori, deriverebbe dai portici del foro dell'antica Ercolano. Un oggetto raffigurante un'aquila, rinvenuto durante gli scavi di Palazzo Mascabruno e recante le iniziali "Q.P.A.", è stato interpretato come un possibile riferimento a Quinto Ponzio Aquila, un nobile romano coinvolto nella congiura contro Giulio Cesare e ucciso nella battaglia di Modena nel 43 a.C. Questo reperto è oggi simbolo dello stemma comunale.
Si può supporre che sia nata come villaggio o area di castagneti, con qualche nucleo di abitazioni nella parte più alta. Nell'anno 728 i Saraceni giunsero dalla Spagna per assediare Napoli. Dopo essere stati respinti, si ritirarono in un luogo chiamato Castagnola o Castenetur, noto anche come "locus qui vocatur Portici".

### Da casale a feudo
Durante il regno angioino, molti casali del territorio vesuviano iniziarono a svilupparsi grazie alla riorganizzazione amministrativa voluta dalla dinastia, che favorì la registrazione fiscale e la concessione di terre. In particolare, l'istituzione dell'ufficio del giustiziere, funzionario con competenze militari, giudiziarie e fiscali, contribuì a una gestione più efficiente delle province del Regno di Napoli. Sotto il governo di Carlo II d'Angiò (1285–1309), il casale di Portici mostrò segni di sviluppo economico e demografico. Secondo l’Inventario Cronologico-Sistematico dei Registri Angioini conservato presso l’Archivio di Stato di Napoli, Portici è menzionato tra i casali soggetti a imposizioni fiscali, indicando una certa rilevanza economica nel contesto vesuviano dell’epoca. Tuttavia, non sono disponibili dati comparativi che attestino un carico fiscale superiore rispetto ad altri casali vicini.
Nel 1415, la regina Giovanna II di Napoli assegnò il casale di Portici, insieme ad altri territori vesuviani, a Sergianni Caracciolo, nobile napoletano e suo favorito, come compenso per il sostegno finanziario fornito alla corte.
Nel 1454, Portici passò da tenuta a capitanìa, e nel 1638 divenne feudo quando Anna Carafa, già capitana e viceregina, acquistò i casali vesuviani messi in vendita dal re.
Il periodo feudale fu difficile, specialmente durante il dominio dei fratelli Troise, che ottennero in affitto i feudi vesuviani dalla famiglia Carafa tra il 1671 e il 1674. La situazione fu aggravata dalla devastante eruzione del Vesuvio del 1631, che causò migliaia di vittime umane e animali. In memoria di questa tragedia, furono erette lapidi commemorative, tra cui una situata a Portici, che testimoniano l'evento e il suo impatto sulla comunità locale.

### Il riscatto e l'epoca d'oro
Alla fine del Seicento, Portici riuscì a sottrarsi al regime feudale grazie a un'alleanza con i limitrofi Resina e Torre del Greco. Il 17 dicembre 1698, gli abitanti delle tre comunità avanzarono il diritto di prelazione sull'acquisto dei propri territori, raccogliendo i fondi necessari per il riscatto. Il 18 maggio 1699, don Michele Vargas Machuca, presidente della Regia Camera della Sommaria, decretò ufficialmente la liberazione dal vincolo feudale.
L'epoca d'oro di Portici ebbe inizio nel 1738, quando Carlo di Borbone, futuro Carlo III di Spagna, scelse il territorio per costruire la sua residenza estiva, la Reggia di Portici. Il progetto del palazzo fu affidato agli architetti Giovanni Antonio Medrano e Antonio Canevari, e coinvolse artisti di rilievo come Luigi Vanvitelli, Ferdinando Fuga e Giuseppe Bonito.
Attorno alla Reggia, l’aristocrazia e l’alta borghesia napoletana edificarono numerose dimore, dando vita al fenomeno architettonico e paesaggistico noto come le Ville vesuviane del Miglio d'oro, che trasformò il tratto costiero tra Napoli ed Ercolano in un prestigioso asse residenziale.
Un evento chiave per lo sviluppo della città fu la costruzione della Ferrovia Napoli-Portici, inaugurata il 3 ottobre 1839. Essa fu la prima linea ferroviaria realizzata in Italia e un importante simbolo del progresso tecnico ed economico promosso dal Regno delle Due Sicilie.

### Dopo l’unità d’Italia
Dopo l’Unità d’Italia, la città ha subito i cambiamenti legati alla crescente industrializzazione del territorio vesuviano. Tuttavia, le esigenze del dopoguerra hanno portato a una rapida urbanizzazione e a un'espansione edilizia, che hanno trasformato l’antico paesaggio agricolo e residenziale in un ambiente urbano ad alta densità di popolazione.
Sono stati fatti anche investimenti nell'istruzione e nella ricerca scientifica, grazie ai quali Portici oggi ospita importanti istituzioni accademiche, tra cui la Facoltà di Agraria dell'Università degli Studi di Napoli Federico II situata dal 1935 nel Palazzo Reale. Questo polo universitario è divenuto un punto di riferimento per gli studi in scienze agrarie e ambientali e ha contribuito a ridefinire l’identità culturale e intellettuale della città.

### Simboli
Lo stemma ufficiale del comune di Portici presenta un'aquila che stringe tra gli artigli le lettere "Q.P.A.", tradizionalmente interpretate come le iniziali di Quinto Ponzio Aquila. Secondo una leggenda locale, la città sarebbe stata fondata dai Romani intorno alla villa di questo nobile, presunto congiurato contro Giulio Cesare e caduto nella battaglia di Modena del 43 a.C. A sostegno di questa tradizione, si cita il ritrovamento, durante scavi effettuati sotto Palazzo Mascabruno, di un reperto raffigurante un'aquila con le lettere "Q.P.A." incise, attualmente considerato l'origine dell'emblema cittadino. Tuttavia, non esistono fonti storiche certe che confermino l'esistenza di Quinto Ponzio Aquila; alcuni studiosi suggeriscono che si tratti di una figura leggendaria, forse confusa con Lucio Ponzio Aquila, noto per aver partecipato alla congiura contro Cesare e morto nella battaglia di Modena del 43 a.C. Nonostante l'incertezza storica, l'aquila con le lettere "Q.P.A." è divenuta un simbolo profondamente radicato nell'identità cittadina di Portici.

## Monumenti e luoghi d'interesse

### Architetture religiose
- Basilica di Santa Maria della Natività e San Ciro
- Chiesa del Sacro Cuore di Gesù
- Chiesa dell'Immacolata Concezione
- Chiesa di Maria SS. Addolorata
- Chiesa di Maria SS. del Buon Consiglio
- Chiesa di Maria SS. della Salute
- Chiesa di San Pasquale Baylon
- Chiesa di Santa Maria della Libera
- Chiesa di Sant'Antonio di Padova

### Architetture civili
A Portici sorgono numerose costruzioni che fanno parte del cosiddetto Miglio d'oro del Settecento napoletano, tutte edificate da ricchi nobili partenopei che scelsero la zona per la bellezza dei paesaggi e per la salubrità dell'aria.

#### Palazzo Amoretti

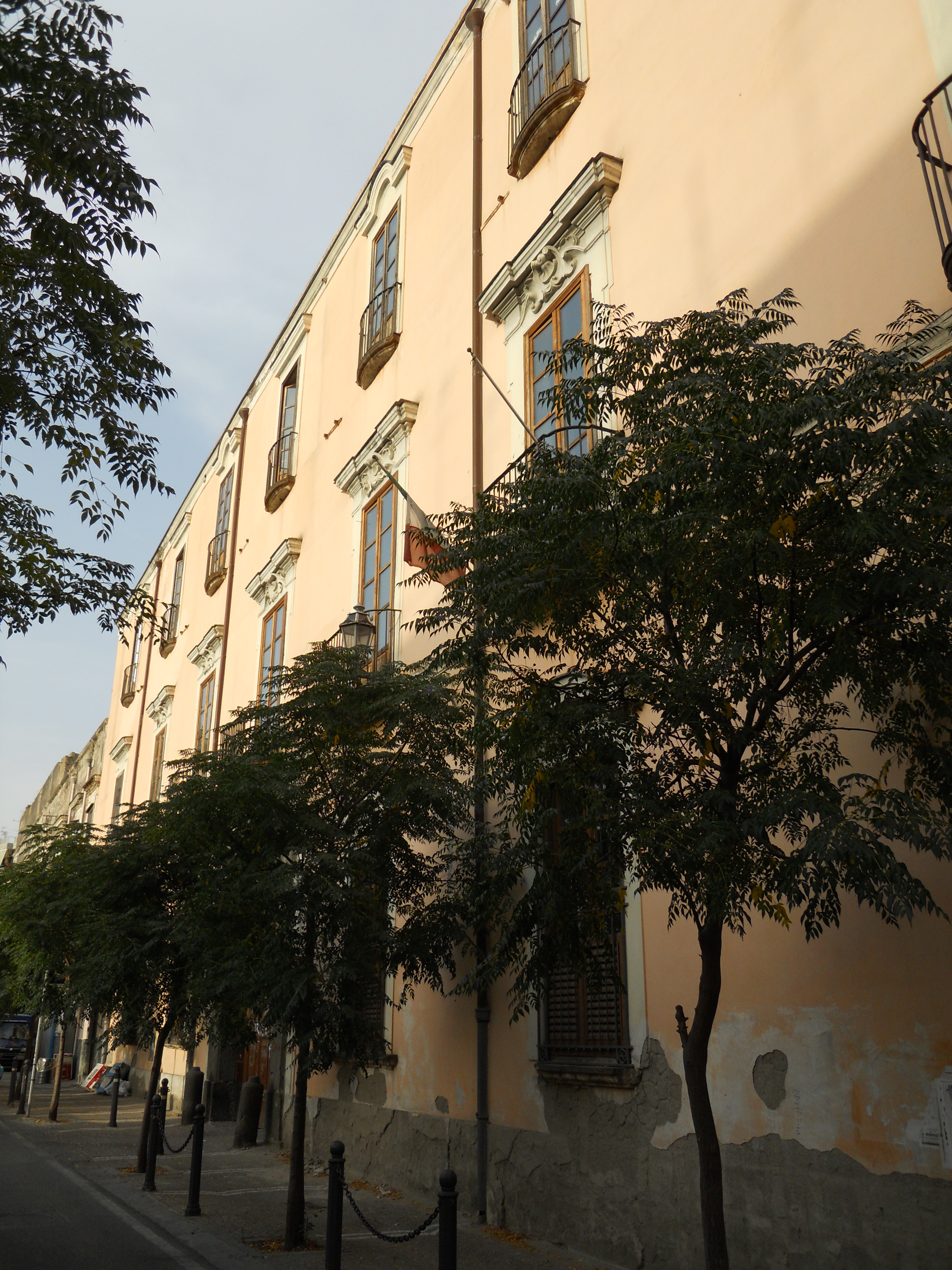
Palazzo Amoretti nel 2011

Il Palazzo Amoretti, situato in Via Amoretti n. 80 a Portici, fu inaugurato nel 1744. L’area su cui sorge apparteneva già alla famiglia Amoretti, come documentato dalla Mappa del Duca di Noja del 1701. La costruzione dell’edificio fu promossa dal canonico Giovanni Vincenzo Amoretti, che ne affidò il progetto all’architetto Giovanni del Gaizo.
Prima dell’edificazione, fu necessario procedere a una significativa opera di bonifica: il terreno era infatti ricoperto da colate laviche solidificate che lo rendevano inospitale. L’intervento si estese anche alla valorizzazione del contesto agricolo, con l’introduzione di nuove colture che resero la zona più fertile e salubre.
Il palazzo è articolato attorno a due cortili interni e si distingue per una facciata decorata con stucchi che esaltano il portale d’ingresso e il corpo centrale dell’edificio. Sulle pareti esterne si trovano due edicole votive dedicate a San Nicola e alla Madonna Immacolata.
All’interno, particolare importanza rivestiva la cappella privata, edificata nel 1750 e dedicata all’Immacolata Concezione. Essa disponeva di tre altari ed era destinata al culto e alle cerimonie religiose. Notevole era anche l’altare maggiore, considerato un pregevole esempio di arte sacra. Del resto, l'edificio ospitava anche una farmacia, rinomata per la qualità dei suoi servizi: oggi ne resta solo una lapide commemorativa.
Una testimonianza scritta, in origine in latino, celebra l’opera di Giovanni Vincenzo Amoretti, descrivendolo come artefice non solo di un palazzo dotato di ampie sale, camere confortevoli e grandi finestre aperte alla brezza marina, ma anche di un complesso armoniosamente integrato con l’ambiente circostante, arricchito da vigneti, giardini e pozzi. Egli volle inoltre dotare il complesso di una cappella e di una farmacia, rendendolo un luogo funzionale e accogliente.
Nel corso del XVIII secolo, il palazzo divenne una tappa di rilievo per i viaggiatori europei, attratti dalle vicine meraviglie archeologiche di Ercolano e Pompei, nonché dalla presenza del Palazzo Reale di Portici e della Villa d’Elboeuf. Tra gli ospiti illustri si annovera l’imperatore Giuseppe II d'Asburgo-Lorena, che vi soggiornò per quindici giorni durante una visita alla sorella Maria Carolina.
Alla morte di Giovanni Vincenzo Amoretti, avvenuta nel 1764, la proprietà passò al fratello e, successivamente, alla Congregazione delle Conferenze Spirituali di Napoli, che ne impiegò le rendite per scopi caritatevoli. In epoche successive, il palazzo fu acquistato dal cardinale Hohenlohe e, in tempi recenti, divenne di proprietà del Comune di Portici. Attualmente ospita l’Istituto San Giuseppe e la sezione locale dell’Associazione Nazionale Carabinieri, mantenendo una funzione pubblica nel tessuto urbano.
Oggi versa oggi in condizioni di degrado che destano crescente preoccupazione tra i residenti e le autorità locali. Un tempo simbolo di prestigio architettonico, il palazzo si è trasformato in un esempio emblematico di abbandono. Sono stati segnalati cedimenti strutturali, con la caduta di pietre e frammenti d’intonaco direttamente sul marciapiede antistante l’edificio.

#### Palazzo Basile/Sorvillo
Il Palazzo Basile/Sorvillo di Portici, noto anche come Villa Sorvillo, risale al 1760 circa e fu costruito da Don Antonio Basile. L'edificio originale presentava elementi di gusto rococò, ma successive modifiche e restauri ne hanno alterato significativamente l'aspetto. In particolare, è stata rimossa la cappella che si trovava sul lato destro del palazzo. Dal punto di vista architettonico, il palazzo è organizzato su due livelli e presenta un corpo centrale arricchito da paraste ioniche di ordine gigante. L’ingresso principale, sobrio ma elegante, è sormontato da un arco a tutto sesto. Al piano nobile, la finestra centrale si distingue per un timpano ogivale convesso, mentre altre aperture sono decorate con timpani semicircolari o ribassati. Le ali laterali includono terrazze e oculi di particolare raffinatezza stilistica. Il Palazzo si trova in via Bonaventura Zumbini, 51, ed è annoverato tra gli edifici di rilievo del Miglio d’Oro per il suo valore storico e artistico, sebbene abbia subito un declino nel tempo.

#### Palazzo Capuano
Il Palazzo Capuano, anche noto come Palazzo Stigliano-Capuano, è ubicato in Piazza San Ciro ed è considerato uno degli edifici più antichi di Portici. Le sue origini risalgono presumibilmente all'XI secolo, quando venne commissionato dal nobile napoletano Gualtiero Galeota. Successivamente, il palazzo passò attraverso diverse famiglie nobiliari, inclusi i principi di Stigliano Colonna e i Capuano, da cui prende il nome attuale. Durante il periodo feudale, è stato un simbolo del potere e della storia locale. Nel corso dei secoli, il palazzo ha subito numerose trasformazioni. Famoso per i soffitti affrescati da Belisario Corenzio e per un sistema di approvvigionamento idrico avanzato, ha ospitato personaggi storici di rilievo, tra cui Giovanna I e Giovanna II, regine di Napoli, e la feudataria Anna Carafa. Tuttavia, molte parti della struttura originale sono andate perdute, in particolare a causa di interventi nel XX secolo, come il taglio del complesso per aprire la via della Libertà nel 1948. Oggi il palazzo è diviso in due tronconi, conosciuti come “Comuna Vecchia” e Villa Materi, e conserva solo una parte della sua antica magnificenza. Nonostante il deterioramento e le modifiche architettoniche moderne, resta un simbolo della storia di Portici.

#### Palazzo Di Fiore
Il Palazzo Di Fiore, risalente al XVIII secolo, ha subito significativi interventi architettonici successivi che ne hanno determinato l’attuale aspetto, caratterizzato da un marcato stile neoclassico. Originariamente dotato di un magnifico parco, oggi completamente distrutto, il palazzo fu proprietà di Don Carmine Cioffi, prelato e vescovo di Antinopoli. Successivamente passò al marchese di Montepagano e, nel 1885, ad Antonio Di Fiore, ultimo proprietario noto. Attualmente l’edificio è adibito a residenze private e ospita anche una scuola. Nonostante le modifiche, l’alternarsi di superfici concave e convesse nella struttura principale lascia intravedere l’impianto rococò originario. La facciata si distingue per decorazioni neoclassiche: il pian terreno è caratterizzato dal bugnato liscio, mentre il primo piano presenta finestre sormontate da timpani triangolari. Il prospetto secondario mostra una sovrapposizione di logge e bassi corpi di fabbrica nel cortile interno.  Nel lato del cortile, i piani terra e nobile sono decorati con archetti pensili, mentre l’ingresso presenta volte a crociera di particolare pregio. Gli interni conservano alcuni ambienti originali in stile tardobarocco, che testimoniano il fasto dell’epoca. Sebbene il parco originario sia andato distrutto, restano visibili un giardino con padiglioni neoclassici e una cappella risalente alla fine del Settecento, che rappresentano testimonianze significative dell’evoluzione storica e artistica del complesso. È ubicato in Via Zumbini nº 12.

#### Palazzo Evidente
Palazzo Evidente, risalente all’Ottocento, ha subito modifiche significative nel corso del tempo. Tra gli interventi più rilevanti si segnala l’aggiunta di un terzo piano che ha alterato l’originale equilibrio stilistico della facciata. La facciata si distingue per il piano terra decorato a bugnato e per il portale centrale, sobrio ed elegante, incorniciato da paraste doriche in marmo. Il portale ad arco acuto presenta una lieve strombatura, conferendo un carattere raffinato all’ingresso. Il piano nobile, caratterizzato da un bugnato in stucco, si arricchisce di un balcone continuo che percorre l’intera larghezza del prospetto. Le finestre di questo piano sono incorniciate da lesene e sovrastate da timpani lineari, collocati sopra un architrave privo di decorazioni, ma dotato di gocciolatoi. Il secondo piano si distingue per un’ornamentazione più leggera, con timpani appoggiati su mensole e un motivo decorativo basato su cornici concentriche. Un disegno di cassettoni convessi caratterizza la fascia inferiore di questo livello, in corrispondenza dei balconcini in ferro battuto, realizzati con notevole maestria. Dal punto di vista planimetrico, il palazzo ha una struttura a "L", che include un cortile interno e un giardino, elementi che completano il pregio architettonico dell’edificio. È ubicato al civico 93 di Corso Garibaldi.

#### Palazzo Landriani
Il Palazzo Landriani è un edificio storico che risale al XVIII secolo. Originariamente costruito nel 1748 su commissione di Don Giuseppe Maria di Lecce, passò poi alla famiglia Vella, e successivamente agli Orsini di Gravina, che vi apposero il loro stemma. Con il passare dei decenni, il palazzo assunse una funzione religiosa e scolastica, divenendo proprietà dei padri scolopi nel 1837 e trasformandosi in collegio per la formazione educativa fino al XX secolo. Dal punto di vista architettonico, Palazzo Landriani si distingue per la sua facciata maestosa su tre piani, decorata con paraste ioniche e oculi al piano terra, e il cortile con due grandi scalinate. La cappella annessa, dedicata alla Santa Croce, presenta decorazioni di rilievo, tra cui tele settecentesche di Lorenzo De Caro. Secondo la tradizione, dal balcone del palazzo la regina Maria Carolina d'Austria avrebbe esclamato "che bella vista", dando così origine al nome della contrada Bellavista di Portici. È ubicato in Via Gravina nº 8.

#### Palazzo Mascabruno
Palazzo Mascabruno è un edificio storico che risale al XVI secolo, sebbene abbia subito significativi rimaneggiamenti nel XVIII secolo. Originariamente acquistato dai Borbone, fu trasformato in "Regie Scuderie" (il Galoppatoio reale, uno dei due esistenti in Europa) e ristrutturato tra il 1740 e il 1754, sotto la direzione dell'architetto Tommaso Saluzzi. Si caratterizza per una facciata quadripartita con quattro ingressi e numerosi cortili interni. Nonostante oggi la struttura sia in condizioni di degrado, conserva elementi architettonici di pregio, come una scala settecentesca con arcate. Nel tempo ha avuto vari usi, e attualmente parte della sua area è adibita a sede della Facoltà di Agraria dell'Università degli Studi di Napoli Federico II. È anche un esempio della grande architettura barocca della zona e un'importante testimonianza della storia nobiliare della città. È ubicato in Via Università nº 48.

#### Palazzo Ruffo di Bagnara
Palazzo Ruffo di Bagnara venne edificato a partire dal 1720 su commissione del principe Paolo Ruffo, duca di Bagnara, e progettato dall'architetto Ferdinando Sanfelice. Questo palazzo, tra i primi edifici settecenteschi della città, è noto per le sue imponenti dimensioni e il caratteristico stile sanfeliciano, con una facciata lunga circa 100 metri, scandita da paraste ioniche e ornata con lo stemma della famiglia Ruffo sopra l’ingresso principale. Il piano nobile è arricchito da timpani e lesene corinzie, mentre l'ingresso principale è decorato da colonne ioniche su piedritti elevati. La struttura originaria comprendeva un ampio giardino che si estendeva fino al mare e includeva una sorgente di acqua minerale dalle presunte proprietà terapeutiche, molto apprezzata anche da Ferdinando IV di Borbone. Parte del giardino fu lottizzata e venduta nel corso del Novecento, mentre un finto castello rustico, costruito nel parco, venne demolito durante la Seconda Guerra Mondiale per fare spazio a una batteria contraerea. Di notevole interesse architettonico e storico, Palazzo Ruffo di Bagnara conserva alcune decorazioni di gusto classico e una cappella gentilizia dedicata all’Assunta, costruita nel 1707. È ubicato al civico 61 di Corso Garibaldi.

#### Palazzo Serra di Cassano
Il Palazzo Serra di Cassano fu acquistato dalla duchessa Serra di Cassano nel 1755. L'edificio venne ampliato e modificato su progetto dell'architetto Giuseppe Astarita, noto per il suo stile barocco. La struttura si caratterizza per una facciata elegante decorata con lesene corinzie e un basamento in piperno. Un elemento distintivo è l'esedra, aggiunta verso la fine del Settecento, che collega il cortile a un giardino secondario tramite una serliana ispirata al gusto palladiano. Internamente, il palazzo presenta un doppio atrio con volte, che conduce al cortile centrale. Al piano nobile si trovano decorazioni di notevole pregio, come le finestre con timpani circolari. Nel XIX secolo, il palazzo divenne sede di istituti religiosi e tuttora ospita le Suore Missionarie Catechiste del Sacro Cuore e una scuola materna. Al suo interno si trova anche una cappella risalente al 1749, dedicata all'Assunta. È ubicato in Via Zumbini nº 38.

#### Palazzo Valle
Il Palazzo Valle è un elegante edificio settecentesco situato nelle vicinanze del celebre Palazzo Reale di Portici. Costruito probabilmente nella prima metà del XVIII secolo, è uno dei numerosi esempi delle cosiddette Ville Vesuviane. La sua architettura rispecchia lo stile tipico delle residenze aristocratiche dell'epoca, con una struttura sobria e al tempo stesso raffinata. Gli interni e i giardini sono stati progettati per rispondere ai canoni estetici e funzionali del tempo, offrendo spazi sia per la vita privata che per eventi sociali. Oggi il palazzo ospita attività istituzionali ed è un punto di riferimento storico e architettonico di Portici. I giardini, che si estendono verso il mare, erano in passato destinati a passeggiate e intrattenimenti, con scenografici elementi come scalinate e terrazze panoramiche. È ubicato in Via Università nº 93.

#### Reggia di Portici
La Reggia di Portici è una residenza reale situata vicino al Vesuvio, costruita nel XVIII secolo per volontà del re Carlo di Borbone e della regina Amalia di Sassonia. È circondata da vasti giardini e da un parco che originariamente si estendeva fino al mare. La reggia era il fulcro di una serie di ville nobiliari della zona vesuviana del Miglio d'Oro, destinate a ospitare l'aristocrazia napoletana. L'edificio presenta una facciata in stile barocco, e al suo interno si trovano affreschi, dipinti e decorazioni raffinate, con ambienti sontuosi e ricchi di dettagli. La reggia ospita il Museo Ercolanense, istituito per ospitare reperti archeologici provenienti dagli scavi di Ercolano e Pompei, scoperti proprio durante il regno di Carlo, e il Dipartimento di Agraria dell'Università degli studi di Napoli "Federico II", che utilizza anche i giardini per attività di ricerca botanica.

#### Villa Aversa
Risalente al XVIII secolo, Villa Aversa è inserita nel contesto delle ville vesuviane del "Miglio d’Oro". Questa villa, come molte altre della zona, rappresenta l'opulenza e il gusto architettonico dell’aristocrazia napoletana del Settecento, attratta dalla bellezza del paesaggio vesuviano. Nel tempo, Villa Aversa ha subito modifiche significative. In epoca moderna, interventi non autorizzati all'interno della villa hanno portato alla costruzione di manufatti che hanno alterato l'assetto originale, causando l'intervento delle autorità locali e della Soprintendenza per la tutela del patrimonio storico e paesaggistico. La villa si trova in una posizione di rilievo, vicina ad altre celebri residenze storiche come Villa Lauro Lancellotti. Tuttavia, a differenza di alcune di esse, la documentazione storica specifica su Villa Aversa è limitata, e le notizie disponibili si concentrano più sugli eventi recenti relativi alla sua conservazione. È ubicata al Corso Garibaldi nº 223.

#### Villa Bideri
Villa Bideri è un palazzo signorile di origine settecentesca, caratterizzato da un'architettura di pregio che riflette lo stile tardo-barocco vesuviano. Situata lungo il Corso Garibaldi, la villa presenta un'imponente facciata rosso pompeiano arricchita da decorazioni classiche, tra cui un portale con colonne doriche che sorreggono un architrave sopra il quale si apre un balcone al piano nobile. Questo elemento architettonico è reso ancora più interessante da una finestra centrale ornata con colonne corinzie e sormontata da un timpano semicircolare, un dettaglio tipico dello stile del celebre architetto Ferdinando Sanfelice. Gli interni sono caratterizzati da volte a botte e dettagli decorativi che conferiscono un'atmosfera scenografica. È ubicata al Corso Garibaldi nº 187.

#### Villa Buono
Villa Buono, ora Villa Esedrio, è una delle storiche Ville Vesuviane del Miglio d’Oro costruite tra il XVIII e il XIX secolo per la nobiltà locale e borbonica. La villa è nota per la sua posizione suggestiva e l'architettura tipica dell'epoca barocca e neoclassica. Questo complesso si distingue per elementi architettonici raffinati, come lesene, capitelli e portali decorativi, caratteristiche comuni nelle dimore aristocratiche della zona. La villa è citata tra le proprietà di rilievo nell’elenco delle Ville Vesuviane protette e riconosciute dal Decreto Ministeriale del 1976 per il loro valore storico e culturale. Come altre dimore del Miglio d’Oro, anche Villa Buono è stata influenzata dalla vicinanza alla Reggia di Portici. Negli anni, ha subito diverse modifiche e adattamenti per preservarne la struttura e l'utilizzo, sebbene alcune parti del complesso abbiano perso la loro integrità originale a causa dell’usura e delle trasformazioni urbanistiche. È ubicata in Largo Riccia.

#### Villa Caposele
Villa Caposele è una delle storiche dimore nobiliari della città, appartenuta alla famiglia dei Borbone. È legata alla storia dell’aristocrazia napoletana: Re Ferdinando II d'Aragona ne fece un possedimento reale, destinato poi a suo figlio Francesco II di Borbone. Nonostante fosse una proprietà privata della famiglia reale, con l'unità d'Italia, la villa e molte altre residenze borboniche furono vendute per fare cassa, un evento che creò risentimento tra i Borbone, che consideravano l'operazione un esproprio non legittimo. Villa Caposele ha vissuto diverse vicende storiche, dai restauri ordinati dai Borbone alle alterazioni avvenute nel tempo. Il Fondo Ambiente Italiano (FAI) ha incluso questa villa tra i "Luoghi del Cuore",  un'iniziativa volta a valorizzare i luoghi di interesse storico e artistico italiani, e a raccogliere voti per la sua conservazione. Oggi la villa è ancora simbolo della ricca tradizione architettonica di Portici e del patrimonio storico lasciato dalla famiglia reale borbonica in Campania.

#### Villa Corigliano
Villa Corigliano, un tempo situata all’angolo tra Corso Garibaldi e Via Diaz (in precedenza conosciuta come Via Nuova Bellavista), rappresentava uno degli esempi più eleganti delle ville storiche di Portici. L’accesso principale alla villa avveniva tramite un ampio portone su Corso Garibaldi, mentre il giardino si affacciava su Via Nuova Bellavista, poi rinominata Via Diaz. Dell’originaria struttura architettonica, oggi resta soltanto una colonna, che non faceva parte della villa stessa ma proveniva dall’antica esedra di Largo Riccia, un elemento decorativo appartenente a Villa Buono. Villa Corigliano fu demolita alla fine degli anni Cinquanta del XX secolo per far posto a un intervento edilizio speculativo. Al suo posto sorge un edificio residenziale di nove piani (attualmente localizzato in Via Diaz, 2), che contrasta notevolmente con il pregio architettonico e il valore storico della villa demolita. Questo evento rappresenta un esempio significativo della perdita del patrimonio storico nell’ambito dello sviluppo urbano di quell’epoca.

#### Villa Cuocolo
Villa Cuocolo, nota anche come Villa Teresa, fu edificata nel 1750 per volere di Orazio Criscuolo, un sacerdote che aveva acquistato un terreno dalla famiglia Di Palma, marchesi di Pietramelara. Criscuolo concepì la villa come un conservatorio destinato a offrire cure e assistenza a giovani donne malate e bisognose. Durante il suo possesso, la villa venne impreziosita e resa un luogo di grande eleganza. Successivamente, la proprietà passò alla famiglia Abenante, periodo in cui la dimora fu descritta come un complesso articolato, con un appartamento nobile principale e altre abitazioni più piccole. Nel 1824, divenne proprietà del duca Francesco Antonio Marincola e di sua madre, la duchessa di Petrizzi Virginia Pignatelli di Strongoli. Più tardi, nel 1866, Antonio Cuocolo ne acquisì il possesso, ampliandola ulteriormente. L’edificio si distingueva per il suo androne ellittico ornato da nicchie, busti e una volta finemente decorata, oltre a una scala caratterizzata da una cupola terminale e una cappella gentilizia. Tuttavia, questa storica villa non esiste più: nel 1970 fu demolita per lasciare spazio a un parco residenziale situato in Corso Garibaldi nº 196.

#### Villa D'Amore
Villa D'Amore fu costruita nel XVIII secolo e riflette lo stile architettonico tipico delle "Ville di Delizie" dell'epoca borbonica, progettate come residenze estive per l'aristocrazia napoletana. Sebbene i dettagli storici e architettonici specifici sulla villa siano limitati, essa è riconosciuta per la sua posizione strategica e il contesto paesaggistico tipico delle dimore vesuviane. Come molte ville dell'area, Villa D'Amore testimonia il fenomeno settecentesco che ha visto lo sviluppo di fastosi complessi residenziali, in armonia con il paesaggio naturale, e il contributo di architetti e artisti di grande rilievo. Oggi la villa, insieme ad altre dimore del Miglio d'Oro, è parte integrante del patrimonio storico e culturale dell'area vesuviana. È ubicata in Via De Gregorio nº 6.

#### Villa d'Elboeuf
Villa d'Elboeuf fu costruita nel 1711 per volere del duca d'Elboeuf, su progetto di Ferdinando Sanfelice. È la prima, in ordine cronologico della data di costruzione, delle 122 ville vesuviane del Miglio d'oro. Situata lungo la costa vesuviana, si affaccia al Granatello sul mare con due portali e una scala ellittica in marmo, originariamente circondata da un giardino con piante esotiche e decorata con reperti archeologici di Ercolano. Nel 1742 la villa fu acquistata da Carlo di Borbone, che la usò come dépendance della Reggia di Portici. Con l’arrivo della ferrovia Napoli-Portici nel 1839, la villa perse l’unità architettonica, segnando l’inizio di un lungo periodo di abbandono e degrado. Venduta più volte, fu saccheggiata e divenne fatiscente. Nel 2013 fu acquistata da imprenditori per il restauro, interrotto nel 2014 dal crollo di un muro sulla linea ferroviaria. I lavori di recupero sono ripresi nel 2019, con l’obiettivo di preservare il valore storico dell'edificio.

#### Villa Emilia
Villa Emilia è una delle affascinanti residenze storiche del Miglio d’Oro di Portici. Questo complesso, come molte altre ville vesuviane, venne edificato nel XVIII secolo, periodo di grande fermento edilizio nella zona, spinto dall’aristocrazia napoletana che scelse Portici per il suo clima salubre e i panorami mozzafiato offerti dal Vesuvio e dal Golfo di Napoli. Il contesto storico che portò alla nascita di queste ville è legato alla costruzione della Reggia di Portici da parte di Carlo di Borbone nel 1738, che attrasse molti nobili a costruire le loro residenze nelle vicinanze. Villa Emilia conserva i tratti tipici dell'architettura vesuviana dell'epoca, con un forte legame tra il giardino e gli ambienti residenziali, un elemento distintivo di molte ville del Miglio d’Oro. Nonostante la sua importanza, le informazioni specifiche su Villa Emilia sono scarse, e molte delle sue caratteristiche architettoniche e storiche rimangono da approfondire. Tuttavia, è inclusa tra le ville censite nel patrimonio storico-architettonico della regione Campania, a testimonianza del suo valore culturale. È ubicata al Corso Garibaldi nº 16.

#### Villa Fernandes
Villa Fernandes è un edificio storico dei primi del Novecento, confiscato a un clan camorristico e riconvertito a centro di aggregazione sociale e culturale: grazie infatti a un’ampia collaborazione con enti del Terzo Settore, la villa è stata trasformata in un simbolo di legalità e sviluppo sociale, ospitando varie attività di supporto per la comunità. Il progetto è sostenuto dalla "Fondazione CON IL SUD" e dalla "Fondazione Peppino Vismara", coinvolgendo diverse realtà locali per promuovere iniziative culturali, imprenditoriali e di inclusione sociale, con l’obiettivo di creare nuove opportunità lavorative e di rafforzare il tessuto comunitario locale. È ubicata in Via Diaz nº 144.

#### Villa Gallo
Costruita nel 1751 per volontà di Domenico Viola, all'epoca presidente del Tribunale di Napoli, Villa Gallo esprime l'eleganza dell’architettura tardobarocca vesuviana. L’edificio presenta un’imponente facciata decorata da cornici e timpani e custodisce al suo interno un cortile ottagonale contornato da eleganti esedre. Questo cortile ospitava busti decorativi nelle nicchie, che nel tempo sono andati perduti. 
La proprietà della villa passò alla famiglia Gallo nella seconda metà dell’Ottocento, come testimonia lo stemma ancora visibile sopra il portale d’ingresso. Dopo un periodo di abbandono, l’edificio è stato frazionato in appartamenti residenziali e ha subito diverse modifiche strutturali che hanno alterato il disegno originario del giardino. Recentemente, sono iniziati i lavori di restauro per riportare la villa al suo splendore originale, in accordo con le autorità di conservazione locali, che sovrintendono agli interventi architettonici e stilistici. È ubicata in Corso Garibaldi nº 90.

#### Villa Lauro Lancellotti
Villa Lauro Lancellotti, dimora settecentesca del Miglio d’Oro progettata da Pompeo Schiantarelli, è in grave stato di degrado nonostante la sua rilevanza storica e architettonica. Costruita per il principe Scipione di Lancellotti, presenta affreschi danneggiati, un giardino terrazzato e decorazioni classiche. Abbandonata dal Novecento e parzialmente crollata nel 2011, è oggetto di lavori di restauro che riporteranno la villa alle forme originarie. È ubicata al Corso Garibaldi nº 229.

#### Villa Leucopetra (Villa Nava)
Villa Leucopetra, era una prestigiosa residenza rinascimentale costruita nel XVI secolo. Il suo nome, scelto dall'umanista Bernardino Martirano, deriva dal greco e significa "pietra bianca". Questo nome richiamava non solo un materiale locale utilizzato per costruire ma evocava anche un luogo mitologico legato ai Giochi Istmici e alla ninfa Leucopetra. La villa fu pensata come un luogo di cultura e bellezza, con un ninfeo e splendidi giardini, e fu frequentata da artisti e intellettuali illustri come Luigi Tansillo.
Villa Leucopetra è legata alla visita di Carlo V nel 1535, reduce dalla campagna africana. Una lapide commemorativa, ancora oggi visibile, ricorda questo evento: l'imperatore soggiornò nella villa per tre giorni e concesse privilegi agli abitanti dei dintorni, come l'esenzione dai dazi per il trasporto di frutta secca.
Nel tempo, la villa passò attraverso numerosi proprietari, tra cui nobili famiglie come i Duchi di Airola e i Principi di Torella. Nel XIX secolo, la villa originale fu completamente rifatta dall'architetto Nicola Stessano su commissione di Claudio Gausher. Da questa trasformazione nacque Villa Nava, che conserva pochi dettagli dell'antica Villa Leucopetra, tra cui alcune strutture e un Cristo ligneo scolpito da Giovanni Merliani, ora custodito in una chiesa di Portici. Villa Nava è ubicata al Corso Garibaldi nº 239.

#### Villa Liberty
Villa Liberty è un notevole esempio di architettura Art Nouveau italiana, situata a Portici, che combina elementi stilistici tipici del Liberty con tratti della tradizione architettonica classica italiana, dando vita a uno stile eclettico. Questo approccio, variante italiana dello Jugendstil, integra decorazioni fitomorfe (ispirate a motivi vegetali) con dettagli quali timpani e capitelli corinzi. La facciata, realizzata tra la fine dell’Ottocento e l’inizio del Novecento, si articola su due livelli principali. Il piano terra presenta un portale ad arco ribassato decorato con una protomiferina al centro e bassorilievi raffiguranti puttini nei pennacchi. Ai lati del portale, due telamoni sorreggono le mensole del balcone del piano nobile. Le pareti del piano nobile sono scandite da lesene con capitelli floreali. Le finestre, incorniciate e sormontate da timpani spezzati con maschere femminili al centro, alternano aperture con balconi dotati di balaustre ondulate sorrette da cariatidi di gusto egizio. L'attico ospita una tribuna con elementi che richiamano il Palladianesimo inglese e capitelli ginocefali, ispirati a Victor Horta. Alle spalle si trova una struttura neo medievale, completata da merlature. La decorazione è ricca di ghirlande, maschere, fregi e merlature a coda di rondine, tutti elementi che accentuano il carattere esuberante dell’edificio. Un ampio atrio a cassettoni conduce al cortile interno. L’impianto planimetrico è rettangolare, con due piani principali e appendici architettoniche che arricchiscono il volume complessivo. La villa, erede della tradizione artistica delle dimore del Miglio d’Oro, rappresenta un esempio raffinato del dialogo tra modernità e classicismo, proprio del Liberty italiano. È ubicata in Via Diaz nº 21.

#### Villa Maltese
Villa Maltese, originariamente nota come Villa Caravita, fu edificata intorno al 1730 per Domenico Caravita, principe di Sirignano, e progettata da Domenico Antonio Vaccaro. L’architettura della villa è un significativo esempio di stile tardo-barocco, caratterizzata da un prospetto a cinque sezioni con una struttura monumentale di avancorpi che si assottigliano verso i lati. Il re Carlo di Borbone, amico di Caravita, ricevette la villa come dono; alla morte del principe, tuttavia, l'edificio rimase nelle mani degli eredi della famiglia Caravita. Villa Maltese conserva tutt'oggi numerosi dettagli originari, come le ricche decorazioni in stucco e le finestre sormontate da oculi rettangolari. Il giardino era un tempo molto vasto, estendendosi sino alla Reggia di Portici e includendo statue e una grande vasca ottocentesca. Nei secoli successivi, l’edificio ha subito diversi restauri e ristrutturazioni, tra cui aggiunte in stile liberty, come la veranda rivolta verso il mare e decorata con elementi floreali. Oggi, la villa rimane un’importante testimonianza del patrimonio storico e architettonico di Portici, anche se è adibita prevalentemente a residenza privata. È ubicata in Via Università.

#### Villa Maria Libertino
Villa Maria Libertino, era situata lungo il Corso Garibaldi a Portici. Nella sua collocazione originaria, confinava con Villa Buono e Villa Bideri, quest’ultima ancora esistente. La villa era famosa per la sua architettura raffinata e per un vasto giardino che degradava dolcemente fino al mare, includendo una spiaggia privata. Negli anni Sessanta fu abbattuta nel contesto del boom edilizio che interessò l’area. Il suo ampio giardino fu frazionato in tre lotti, sacrificato a nuove costruzioni. Al posto della villa e di parte del giardino oggi si trovano due parchi edilizi. Un altro lotto fu utilizzato per la costruzione di un edificio adibito per anni a ristorante, che attualmente versa in stato di abbandono, e un ulteriore lotto fu occupato da un villino in cemento edificato da privati. Questa trasformazione rappresenta uno degli esempi di speculazione edilizia che ha alterato il patrimonio architettonico e paesaggistico del Miglio d’Oro. Come molte altre ville vesuviane, era un simbolo dell’opulenza e del gusto aristocratico del tempo. La sua perdita sottolinea l’impatto dei cambiamenti urbanistici del XX secolo, spesso avvenuti a scapito del valore storico e artistico del territorio.

#### Villa Mascolo
Villa Mascolo a Portici è un edificio storico costruito nel XVIII secolo, di cui si conosce poco riguardo al committente e all'architetto. Originariamente di proprietà dei fratelli Giovanni e Gennaro Mascolo, la villa è stata gravemente danneggiata nel corso degli anni da atti vandalici e necessità di restauro. Attualmente, è oggetto di un progetto di recupero che la destinerà a museo multimediale interattivo, parte di un ambizioso piano di riqualificazione urbana.
La villa, che presenta un'architettura particolare rispetto alle altre ville settecentesche, si distingue per il suo ingresso che si affaccia su un giardino e un'area agricola. Caratterizzata da un aspetto asimmetrico e da decorazioni in stucco, è dotata di una scala con balaustra in piperno e di un affresco che si conserva nell'androne.
Il futuro museo promette di offrire un'esperienza culturale interattiva, con programmi educativi e attività rivolte a diverse fasce d'età. Questa iniziativa è vista come una rinascita non solo per la villa, ma anche per l'intera comunità, contribuendo a rivitalizzare la zona e a promuovere il turismo culturale. È ubicata a Via Scalea nº 32.

#### Villa Menna
Villa Menna, precedentemente nota come Villa d’Amendola, è una delle storiche dimore di Portici. Situata lungo il Corso Garibaldi, si affaccia sul tratto storico del Miglio d’Oro. Costruita nel 1742 dall’architetto Muzio Nauclerio, essa sorge probabilmente su resti di edifici distrutti dall’eruzione del Vesuvio del 1697. La villa fu inizialmente di proprietà della famiglia d’Amendola, che vi ospitò più volte Re Carlo di Borbone e la sua famiglia. Questa frequentazione è ricordata da una lapide situata nel vestibolo sinistro. L’area circostante, una palude, era ideale per le battute di caccia. Successivamente, negli anni Settanta del XVIII secolo, divenne proprietà di Nicola Torre, che ne modificò la facciata e aggiunse un piano all’edificio. È ubicata al Corso Garibaldi nº 115.

#### Villa Meola
Villa Meola Danza a Portici è un significativo esempio di architettura settecentesca in stile rococò. Costruita nel 1724 per volontà del marchese Carlo Danza, come attestato da una lapide, la villa è caratterizzata da elementi decorativi unici, tra cui un cortile quadrato ornato da mascheroni e volute, una scala aperta a due rampe simmetriche, e un giardino coltivato ad agrumeto. La progettazione della villa è attribuita, con qualche incertezza, agli architetti Domenico Antonio Vaccaro e Ferdinando Sanfelice, i quali potrebbero aver collaborato nella sua realizzazione. La pianta della villa, documentata già nella mappa del Duca di Noja (1775), mostra uno schema a due L che si uniscono in corrispondenza dell'atrio. Il portale in piperno e la scala interna, ricchi di dettagli decorativi, sono tra gli elementi meglio conservati dell’edificio. La villa subì diverse modifiche nel corso del tempo, tra cui l’aggiunta di un piano nel XX secolo, che alterò la facciata originaria. Nel 1911, la proprietà passò al dottor Felice Meola, da cui prende il nome attuale. Nonostante le alterazioni, Villa Meola conserva ancora gran parte del suo fascino settecentesco e rimane un esempio rilevante delle cosiddette "case di delizie" della costa vesuviana. È ubicata in Via Marconi nº 49.

#### Villa Ragozzino
Villa Ragozzino si trova in via Dalbono ed è parte del vasto patrimonio architettonico della città lungo il Miglio d’Oro. Sebbene non siano disponibili molte informazioni dettagliate sulla sua storia, si sa che come altre ville del territorio, risale probabilmente al periodo settecentesco, quando le famiglie nobiliari napoletane e la borghesia emergente commissionavano residenze estive nei pressi della Reggia di Portici e del Vesuvio. Questo fenomeno seguiva il gusto dell'epoca per le dimore signorili inserite in contesti paesaggistici di pregio. La villa è citata in alcune fonti locali che ne confermano la presenza come parte del patrimonio storico di Portici, sebbene non vi siano ancora dettagli esaustivi sulla sua costruzione o utilizzo. È ubicata in Via Dalbono nº 13.

#### Villa Savonarola
Villa Savonarola, costruita intorno al 1850 per volontà di Luigi Corsi, direttore del vicino complesso ferroviario di Pietrarsa, è un esempio di architettura neoclassica che oggi si distingue tra le storiche "Ville Vesuviane" situate lungo il Miglio d’Oro a Portici. Nonostante non sia una delle più imponenti o antiche tra le ville nobiliari della zona, Villa Savonarola ha una storia di rilievo che l’ha vista cambiare nome e proprietà nel tempo. Dal 1949, la villa prese il nome in onore del frate domenicano Girolamo Savonarola. Attualmente, la struttura ospita la biblioteca comunale e l’assessorato alla cultura del comune di Portici. All'interno della biblioteca, i lettori possono esplorare un vasto patrimonio librario di oltre 13.000 volumi, tra cui alcuni testi storici preziosi risalenti al Settecento e alla storia borbonica. La villa è organizzata in sale tematiche dedicate a diverse aree di studio, offrendo uno spazio culturale e di ricerca molto frequentato dagli studenti e dai cittadini di Portici. È ubicata al Corso Garibaldi.

#### Villa Scocchera
Villa Scocchera è una villa storica che risale alla metà del XIX secolo. L'edificio fu costruito per volere di una famiglia nobiliare e rappresenta uno dei tanti esempi di architettura residenziale nobiliare del "Miglio d'Oro". La villa ha subito vari passaggi di proprietà e ristrutturazioni nel corso degli anni. Originariamente, fu associata a famiglie aristocratiche, con documenti che ne attestano l'esistenza nel contesto della vita sociale e culturale dell'epoca. Negli anni, la villa ha mantenuto alcuni elementi di pregio architettonico, come le decorazioni interne e gli ampi giardini, che testimoniano il suo antico splendore. Nel corso del tempo, Villa Scocchera è diventata un luogo di ritrovo per eventi e celebrazioni, continuando a rappresentare un importante patrimonio storico e culturale della zona. Attualmente, la villa è utilizzata anche per attività culturali e iniziative locali, contribuendo così alla valorizzazione della storia e delle tradizioni di Portici.

#### Villa Sorvillo
Villa Sorvillo, costruita intorno al 1760 per volontà di Don Antonio Basile, è un esempio di architettura rococò a Portici. La villa, purtroppo, ha subito significative alterazioni a causa di un restauro mal condotto, che ha compromesso la sua struttura originale, inclusa la cappella, un tempo collocata sul lato destro dell'edificio. L’edificio si sviluppa su due livelli, con una composizione che combina un corpo centrale rialzato e due ali laterali. Le ali ospitano al primo piano due terrazze, mentre la parte centrale si distingue per il doppio ordine di paraste ioniche giganti che incorniciano il portale d’ingresso. Gli angoli della sezione centrale sono definiti da piedritti ionici. Sobrio ed elegante, il portale è caratterizzato da un arco a tutto sesto con una chiave di volta a sbalzo. La finestra sopra il portale presenta un timpano ogivale convesso, mentre le due finestre laterali sono sormontate da timpani semicircolari sorretti da mensolette. Le finestre al piano terra presentano timpani ribassati, mentre gli oculi superiori sono decorati con volute laterali e archi ribassati. Di particolare rilievo è la poderosa cornice con una gola rovesciata, che conferisce un aspetto imponente alla struttura. Villa Sorvillo rappresentava un raffinato esempio di architettura settecentesca, ma le modifiche apportate nel tempo, inclusa la perdita della cappella laterale, hanno alterato in modo significativo la sua fisionomia originaria. Nonostante ciò, l’edificio conserva elementi che testimoniano il gusto rococò e l’abilità artigianale dell’epoca. È ubicata in Via Zumbini nº 51.

#### Villa Starita
Villa Starita, costruita nel XVIII secolo, ha subito rilevanti modifiche strutturali e stilistiche nel corso del XIX secolo. Originariamente appartenuta al principe di Calvaruso, la proprietà fu successivamente acquistata dal giurista Enrico Pessina, che la vendette nel 1887 all'ufficiale del Genio Militare Emilio Marrullier. Nel 1904, la villa passò a Luigi Astarita, che le conferì il nome con cui è conosciuta oggi. Il prospetto su via Farina è caratterizzato da un pregevole portale di ispirazione sanfeliciana, incorniciato da paraste a fascio e sormontato da un arco ribassato spezzato. Le volute che decorano il portale sostengono uno stemma gentilizio, in posizione pendente sulla chiave di volta. L'architrave del portale sostiene un balcone del piano nobile, mentre il piano terra è arricchito da eleganti cassettoni.  Il lato rivolto verso via Pessina presenta un portale ad arco pendulo ornato da volute terminali. L'intera facciata è scandita dall'alternanza di finestre e balconi, conferendo un ritmo armonioso all’insieme. L’ingresso della villa è coperto da due volte: una a crociera con nervature e una a vela. L’accesso conduce a un giardino scenografico, attraversato da un arco trionfale con tre campate (una maggiore centrale e due minori laterali). Il giardino è decorato con una vasca monumentale in piperno e termina con una terrazza romantica arredata con finti ruderi romani. Nel giardino, un tempo sorgevano un casino pompeiano e un caffè all'aperto (caffhaus), distrutti nel 1944 durante l'occupazione alleata. Questi elementi conferivano un ulteriore valore storico e artistico alla villa, oggi assente. È ubicata in Via Cupa Farina nº 2.

#### Villa Tina
Villa Tina è un significativo esempio di architettura Liberty, caratterizzata dall'uso di decorazioni floreali e fitomorfe e dall'impiego di vetri colorati. I fregi che percorrono le pareti e le balaustre dei balconi sono elementi distintivi che richiamano il linguaggio decorativo di questo stile. L'edificio si sviluppa su pianta rettangolare su due piani, con una facciata tripartita. Il lato destro della villa si allunga a forma di torretta su tre piani, aggiungendo un aspetto verticale all'edificio. Le aperture della torretta presentano archi schiacciati, una forma che prefigura lo stile Art Déco, con finestre rettangolari con vetri colorati ai lati. 
Il piano nobile è caratterizzato da balconate decorate con motivi floreali, mentre il balcone dell'attico presenta una balaustra traforata con motivi geometrici ispirati all'arte greca. La torretta si distingue per un lungo spiovente schiacciato, sostenuto da mensolette decorate con ovuli, posizionate all'estremità di una pseudoparasta che interrompe la decorazione parietale con una rastrematura e scanalatura. È ubicata in Via Diaz nº 25.

#### Villa Zelo
Villa Zelo è una villa risalente al Settecento, precisamente edificata nel 1740 per volere di Don Giuseppe Siniscalco, secondo il progetto dell'architetto Maurizio Nauclerio. Inizialmente, la villa era parte di un complesso più ampio che comprendeva un giardino, due casini e una masseria dedicata alla coltivazione di agrumi. La villa era dotata di una cappella consacrata alla Beata Vergine dei Sette Dolori, utilizzata fino al 1835, quando venne costruita una nuova chiesa nelle vicinanze per far fronte all'aumento della popolazione locale. Nel 1825, la villa passò nelle mani del barone Gennaro Zelo, che la ristrutturò, mantenendo però il suo aspetto originale. Durante la prima metà del XIX secolo, la villa divenne un luogo di incontro per intellettuali e nobili, inclusi figure come il poeta Giacomo Leopardi e il suo amico Antonio Ranieri. Si racconta che Villa Zelo fosse anche un punto di riferimento per riunioni massoniche, dato l'orientamento progressista del barone Zelo e la sua opposizione al regime borbonico. Un evento significativo nella storia della villa fu la visita privata di Papa Pio IX nel 1850, durante il suo esilio a Napoli. Inoltre, si narra che il cane di Leopardi, Medoro, possa essere stato sepolto nei giardini della villa. È ubicata in Via Addolorata nº 35.

#### Altri edifici storici
- Palazzo Marinucci, in Via Marconi nº 61
- Palazzo Perrelli, in Via Arlotta nº 42
- Villa Angelina, al Corso Garibaldi nº 159
- Villa Assunta, in Via Diaz nº 166
- Villa Badelli, nella Traversa Badelli nº 2
- Villa Barbieri, in Via Dalbono nº 1
- Villa Betty, in Via Diaz nº 109
- Villa Calì, al Corso Garibaldi
- Villa Cozzolino (già Villa Carmela), in Via Canarde nº 26
- Villa Liciniae, al Corso Garibaldi nº 189
- Villa Maria (ex Spinelli di Scalea), al Corso Garibaldi nº 259
- Villa Minervini, in Via San Cristoforo
- Villa Mori (già Villa Cardano), in Via Gravina nº 5
- Villa Pessetti, in Via Dalbono nº 17
- Villa Richiello, al Corso Garibaldi nº 306
- Villa Rolando, in Via Canarde nº 17
- Villa Rosina, al Corso Garibaldi nº 265
- Villa Santobuono, in Via Università
- Villa Scognamiglio, in Via Canarde nº 25
- Villa Silvana, in Via Verdi nº 31

### Monumenti e altre opere
- Monumento ai Caduti, opera bronzea dello scultore porticese Ettore Sannino (1924).[89]

## Società

### Evoluzione demografica
Abitanti censiti

### Etnie e minoranze straniere
Al 31 dicembre 2023 la popolazione straniera è di 803 persone, pari all'1,52% degli abitanti.

## Economia
L'economia di Portici si basa su una combinazione di turismo, commercio e servizi locali. Il settore turistico è trainato principalmente dal patrimonio artistico e architettonico, come il Miglio d'oro, un tratto di strada famoso per le ville settecentesche costruite dall'aristocrazia napoletana. Inoltre, la Reggia di Portici è tra le principali attrazioni turistiche e contribuisce significativamente all'afflusso di visitatori.
A livello agricolo, Portici mantiene una produzione locale legata ai prodotti tipici del territorio vesuviano. Inoltre, la città ospita la Facoltà di Agraria dell’Università Federico II.

## Cultura

### Istruzione

L'ingresso studenti del Liceo Scientifico F.Silvestri

A Portici sono presenti l'Istituto di Istruzione Superiore "Carlo Levi", il liceo scientifico "Filippo Silvestri" e il liceo classico "Quinto Orazio Flacco".

### Ricerca
Nella zona portuale del Granatello, a pochi minuti dalla stazione ferroviaria, è ubicato il Centro Ricerche ENEA di Portici. L'area circostante è parte di un polo di ricerca che comprende il Distretto per l’Ingegneria dei Materiali Polimerici e Compositi e Strutture e l’Istituto per i Materiali Compositi e Biomedici del CNR. Questi enti si dedicano a ricerca, valorizzazione, trasferimento tecnologico e formazione nei settori dei materiali polimerici e biomedici.
Nella medesima area si trova anche il Centro Ricerche Tartarughe Marine della Stazione zoologica Anton Dohrn di Napoli (MIUR). Il Turtle Point, ospitato nell'ex-macello comunale, è un centro di riabilitazione e conservazione per questa specie animale. La struttura, concessa dal Comune, comprende 600 m² coperti e 7000 m² scoperti, con laboratori avanzati, ambulatori, sale multimediali e spazi espositivi. I visitatori possono esplorare acquari tematici, modelli realistici di vertebrati marini e osservare le tartarughe in riabilitazione. Il centro, esempio di riqualificazione urbana, unisce ricerca, conservazione e didattica per promuovere la tutela degli ecosistemi marini del Mediterraneo.

### Università
Nella Reggia ha sede Il Dipartimento di Agraria dell'Università degli studi di Napoli "Federico II". Nel 1871, la Reggia fu acquistata dall'Amministrazione Provinciale di Napoli per ospitare la Scuola Superiore di Agricoltura, la prima nel sud Italia. La scuola, inizialmente triennale, divenne un Istituto Superiore Agrario nel 1924 e poi Facoltà di Agraria nel 1935; dal 2013 è diventata il Dipartimento di Agraria.

### Musei
Il Museo Nazionale Ferroviario di Pietrarsa, ubicato fra il quartiere San Giovanni a Teduccio di Napoli e il comune di Portici, è uno dei principali musei ferroviari d'Europa e rappresenta un'importante testimonianza della storia industriale italiana. Fondato nel 1989, si trova all'interno delle ex Officine Borboniche, create nel 1840 da Ferdinando II di Borbone per la costruzione di locomotive e altri mezzi di trasporto. Il museo ospita una vasta collezione di locomotori a vapore, carrozze storiche e altri veicoli ferroviari, nonché una serie di padiglioni che riflettono l'evoluzione tecnologica delle ferrovie italiane.
Le esposizioni comprendono una replica della storica locomotiva Bayard, che ha trainato il primo convoglio inaugurale della Napoli-Portici nel 1839, e una carrozza del Treno Reale utilizzata per le nozze di Umberto II di Savoia. Oltre alle locomotive e ai carri, il museo ha subito un significativo restauro che ha migliorato gli spazi espositivi e le aree esterne, creando anche nuove esperienze interattive per i visitatori, come l'uso di tecnologie di realtà aumentata.

## Infrastrutture e trasporti
Il paese è attraversato dall'autostrada A3 Napoli-Salerno.
Lungo la ferrovia Napoli-Pompei-Poggiomarino sorgono le fermate ferroviarie di Portici Bellavista e Portici Via Libertà, servite da treni regionali EAV (Circumvesuviana).
Il trasporto su gomma nel comune è garantito da diverse autolinee. Le circolari "Verde" e "Arancione" e la linea Portici-Torre del Greco sono gestite dall'EAV, oltre alla linea M54 (Portici-Pomigliano D'Arco). L'ANM gestisce cinque linee: quattro autoviarie con capolinea nel comune (5, 158, 176 e 177) e una filoviaria (254). Dal 12 settembre 2018, in risposta alla riduzione delle linee ANM, il Comune ha avviato un servizio privato di navette-bus interne, su tre linee circolari: rossa, verde e azzurra, per migliorare i collegamenti all'interno della città.
Fra il 1879 e il 1958 la città era inoltre collegata a Napoli mediante la tranvia Napoli-Portici-Torre del Greco che proprio a Portici si diramava, all'incrocio tra corso Garibaldi e via Diaz, per servire le zone di Bellavista e Pugliano, nel comune di Resina.

### La stazione di Portici

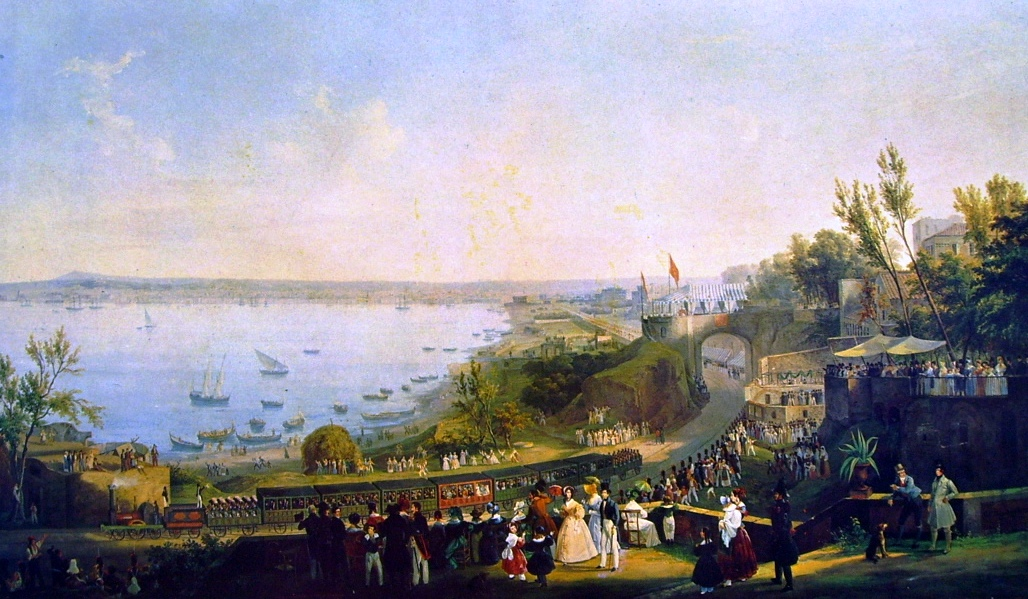
L'inaugurazione a Portici della ferrovia Napoli-Portici in un dipinto dell'epoca

La stazione ferroviaria di Portici, inaugurata il 3 ottobre 1839, è strettamente legata alla creazione della prima linea ferroviaria italiana tra Napoli e Portici. Questo progetto, fortemente voluto da Ferdinando II di Borbone, re delle Due Sicilie, segnò un passo fondamentale nell'industrializzazione del sud Italia e nello sviluppo dei trasporti ferroviari italiani. La linea di 7,2 chilometri fu progettata dall'ingegnere francese Armand Joseph Bayard, che completò l’opera in circa tre anni, consentendo di trasportare fino a 258 passeggeri per viaggio su un treno che viaggiava a 50 km/h, una velocità notevole per l'epoca. L'inaugurazione della linea vide un’importante celebrazione, con Ferdinando II che salì sul primo treno trainato dalla locomotiva "Vesuvio". Questo treno coprì il percorso in circa dieci minuti, un'impresa all'epoca considerata straordinaria.

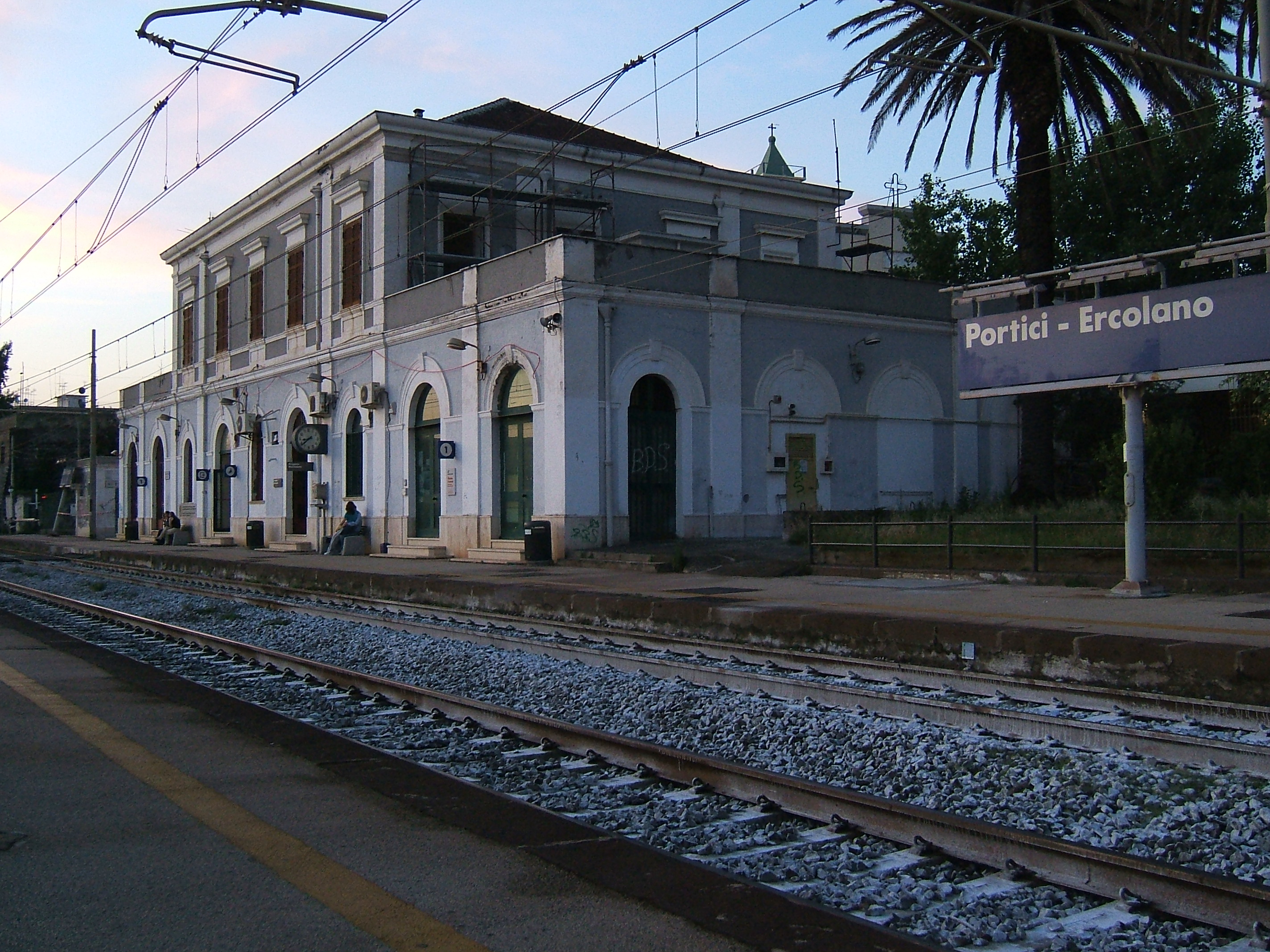
La stazione ferroviaria di Portici-Ercolano nel 2007

La Napoli-Portici, oltre a rappresentare un evento simbolico, diede impulso allo sviluppo di ulteriori infrastrutture ferroviarie e alla nascita dell'industria ferroviaria italiana, come le Officine di Pietrarsa, che in pochi anni divennero uno dei principali poli per la costruzione e riparazione di locomotive nel Regno delle Due Sicilie. La stazione stessa, situata a Portici, fu costruita con grandi spazi per accogliere passeggeri e merci, e divenne un punto di riferimento per il commercio locale. Sebbene oggi l'antica struttura sia in disuso, essa rappresenta un'importante testimonianza del passato industriale italiano, conservata attraverso la memoria storica e i musei ferroviari come quello di Pietrarsa, che celebrano l'eredità della Napoli-Portici e il ruolo innovativo di questa linea ferroviaria per l'intero paese. Oggi la stazione si trova lungo la ferrovia Napoli-Salerno.

## Amministrazione
Elenco dei sindaci eletti direttamente dai cittadini aventi diritto, in base alla Legge 25 marzo 1993, n. 81
| Periodo           | Periodo                       | Primo cittadino                                        | Partito                        | Carica                    | Note    |
| ----------------- | ----------------------------- | ------------------------------------------------------ | ------------------------------ | ------------------------- | ------- |
| 21 giugno 1993    | 25 novembre 1995              | Emilio Parrella                                        | lista civica di sinistra       | Sindaco                   |         |
| 25 novembre 1995  | 24 giugno 1996                | Paola Basilone                                         |                                | Commissario               |         |
| 24 giugno 1996    | 24 febbraio 2000              | Leopoldo Spedaliere                                    | PDS / DS                       | Sindaco                   |         |
| 24 febbraio 2000  | 1º maggio 2000                | Pietro Troiano                                         |                                | Commissario               |         |
| 1º maggio 2000    | 10 settembre 2002             | Leopoldo Spedaliere                                    | DS                             | Sindaco                   |         |
| 10 settembre 2002 | 14 giugno 2004                | Gioacchino Ferrer Sergio Di Martino Gaetano Piccolella |                                | Commissione straordinaria | [ 102 ] |
| 14 giugno 2004    | 8 ottobre 2012 Vincenzo Cuomo | DL / PD                                                | Sindaco                        | Sindaco                   |         |
| 8 ottobre 2012    | 28 maggio 2013                | Pasquale Manzo                                         |                                | Commissario               |         |
| 28 maggio 2013    | 6 luglio 2016                 | Nicola Marrone                                         | lista civica di centrosinistra | Sindaco                   |         |
| 6 luglio 2016     | 12 giugno 2017                | Roberto Esposito                                       |                                | Commissario               |         |
| 12 giugno 2017    | in carica (riconfermato)      | Vincenzo Cuomo                                         | PD                             | Sindaco                   |         |

### Gemellaggi
- Grottaglie, dall'11 maggio 2019[103]

## Sport
Nel comune di Portici hanno sede diverse associazioni sportive. Tra le squadre calcistiche si annoverano l'Associazione Sportiva Dilettantistica Portici 1906, che milita in Eccellenza Campana, e l'Associazione Sportiva Dilettantistica Atletico Portici 2009, militante in terza categoria. Per l’atletica leggera, sono attive l’ASD Budokan Portici e l'ASD Atletica Leggera Portici. Nel settore della pallacanestro si distinguono lo Sporting Portici, fondato nel 1972 e attualmente in serie C, il Portici 2000, istituito nel 1999 e partecipante al campionato regionale di serie C2, la Virtus Portici, impegnata nel campionato regionale maschile di Promozione, e l'ASD Città Vesuviana; per la pallacanestro femminile, la squadra principale è la Pegaso Portici, che compete in serie B. A Portici è presente anche la Rugby Vesuvio, che partecipa al campionato regionale di serie C. Nel campo della pallavolo è attiva l'ASD Polisportiva Portici. Inoltre, la città ospita l'associazione dilettantistica Club Scherma Portici.

### Impianti sportivi
- Stadio San Ciro: costruito nel 1986, può ospitare circa 7.000 spettatori.[104]
- Stadio Cocozza: può ospitare circa 2.000 spettatori.[104]
- Palazzetto dello Sport comunale.[104]